# Blang Kandis
Blang Kandis is een bestuurslaag in het regentschap Aceh Tamiang van de provincie Atjeh, Indonesië. Blang Kandis telt 1518 inwoners (volkstelling 2010).